# Consistórios de João XIX
Papa João XIX (1024-1032) criou 12 cardeais em oito anos.

## 1025[1]
1. Giovanni Ponzio, cardeal-bispo de Porto-Santa Rufina, † 1033
2. Peter de Tusculum, sobrinho de João XIX,  cardeal-bispo de Silva Cândida, desde 1032 Chanceler da Santa Igreja Romana, † 1049[1]
3. João, cardeal-presbítero de São Crisógono, † antes de 1033
4. João, cardeal-presbítero de Santa Maria além do Tibre, † antes de 1049
5. João, cardeal-presbítero de Santa Águeda dos Góticos, finalmente (1036) cardeal-bispo de Palestrina, † 13 de dezembro de 1039

## 1026[1]
1. Pedro, cardeal-bispo de Palestrina, † antes de 1036
2. Dodone, cardeal-bispo (diocese desconhecida), † após 13 de julho de 1031
3. Rodolfo cardeal-presbítero, anteriormente abade de São Lourenço
4. Ranierio, o cardeal-diácono de São Jorge em Velabro, † depois de 14 de dezembro de 1026
5. Gregório, cardeal-diácono de Santa Lucia in Selci.

## 1029[1]
1. Bento, cardeal-presbítero de São Clemente, † antes de 1049

## 1032[1]
1. João, cardeal-bispo do Porto, † 1046, possivelmente criado pelo Papa Bento IX até 1033.